# Radical 198
Le radical 198, qui signifie les Cervidés, est un des 6 des 214 radicaux chinois répertoriés dans le dictionnaire de Kangxi composés de onze traits.
Le caractère Unicode de 鹿 est 9E7F.

## Caractères avec le radical 198
| nombre de traits          | caractères           |
| ------------------------- | -------------------- |
| Sans trait supplémentaire | 鹿                   |
| 2 traits supplémentaires  | 麀 麁 麂             |
| 4 traits supplémentaires  | 麃 麄                |
| 5 traits supplémentaires  | 麅 麆 麇 麈          |
| 6 traits supplémentaires  | 麉 麊 麋             |
| 7 traits supplémentaires  | 麌 麍 麎 麏 麐       |
| 8 traits supplémentaires  | 麑 麒 麓 麔 麕 麖 麗 |
| 9 traits supplémentaires  | 麘 麙 麚 麛          |
| 10 traits supplémentaires | 麜 麝                |
| 11 traits supplémentaires | 麞                   |
| 12 traits supplémentaires | 麟                   |
| 13 traits supplémentaires | 麠                   |
| 14 traits supplémentaires | 麡                   |
| 17 traits supplémentaires | 麢                   |
| 20 traits supplémentaires | 麣                   |
| 22 traits supplémentaires | 麤                   |